# Goniodoris citrina
Goniodoris citrina Alder & Hancock, 1864 è un mollusco nudibranchio della famiglia Goniodorididae.